# Denbigh (Galles)

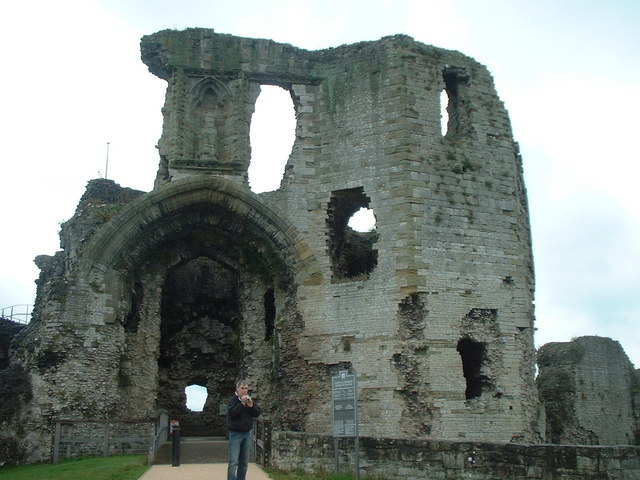
Denbigh (Galles): le rovine del castello

Denbigh (pron.: /ˈdɛnbi/,  in gallese: Dinbych; 8 800 abitanti circa) è una cittadina con status di community del Galles nord-orientale, facente parte della contea del Denbighshire (contea cerimoniale: Clwyd), di cui un tempo era anche il capoluogo, e situata nella valle del fiume Clwyd.

## Geografia fisica
Denbigh si trova nel tratto nord-orientale del Denbighshire, al confine con la contea del Flintshire, tra le località di Rhyl e Ruthin (rispettivamente a nord della prima e a sud della seconda), a circa 38 km ad est/nord-est di Betws-y-Coed e a circa 57 kmad ovest di Chester (Inghilterra).

## Origini del nome
Il toponimo gallese Dinbych significa letteralmente piccola fortezza, essendo formato dal termine din, che significa fortezza, e dal termine bych, un derivato dell'aggettivo bach, che significa piccolo.

## Monumenti e luoghi d'interesse

### Architetture militari

#### Castello di Denbigh
Tra gli edifici principali di Denbigh, vi sono le rovine del castello, fatto costruire nel 1282 da Henry de Lacy, III conte di Lincoln, comandante alle dipendenze di Edoardo I d'Inghilterra, e che ora è parte delle mura di cinta della città.

## Società

### Evoluzione demografica
Al censimento del 2001, Denbigh contava una popolazione di 8 783 abitanti, di cui 4 538 donne e 4 245 uomini.

## Sport
- Denbigh Cricket Club, una delle più antiche società di cricket del Galles, fondata nel 1844[6]
- Denbigh Town Football Club, squadra di calcio